# Cabeçó
El cabeçó és la cabeçada que consta d'una mitja canya de ferro, és a dir, de la serreta que se sosté en el tendrum (cartilatge) del nas del cavall i serveix per a governar-ho quan no hi basta el mos. Aquesta serreta és de dos muntants, amb dos pilars laterals amb les corresponents anelles, i una de altra central i més forta per a la corda.
Té, demés sotagola o gorgera, ?? (cast. trocillo) i cinglador.
S'usa en el bestiar de tir o de càrrega i molt poc en el de sella.